# Bibliothèque du Trinity College
La bibliothèque du Trinity College (en anglais : Trinity College Library, et en irlandais : Leabharlann Choláiste na Tríonóide) est la bibliothèque du Trinity College de Dublin.

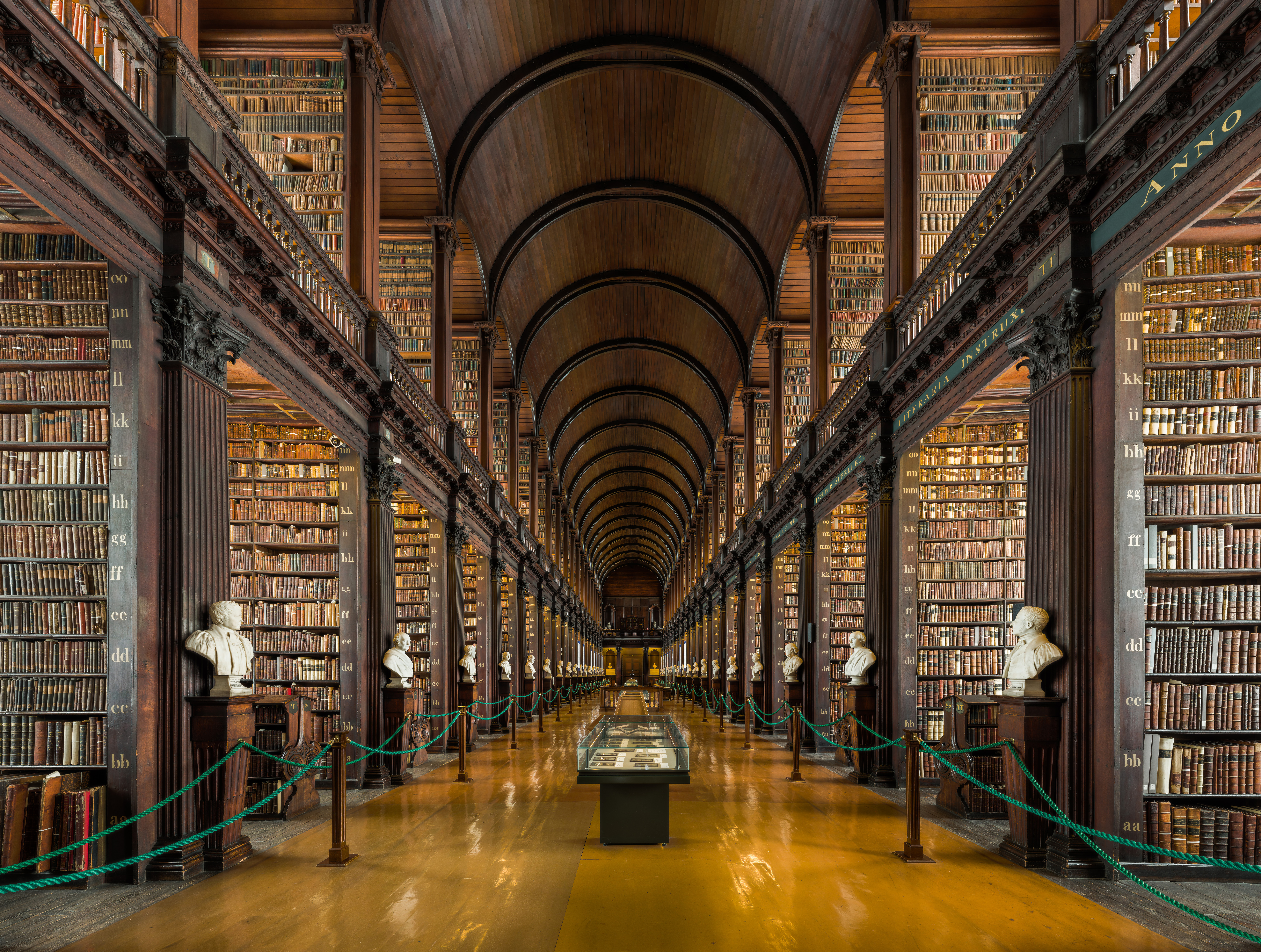
La Long Room.

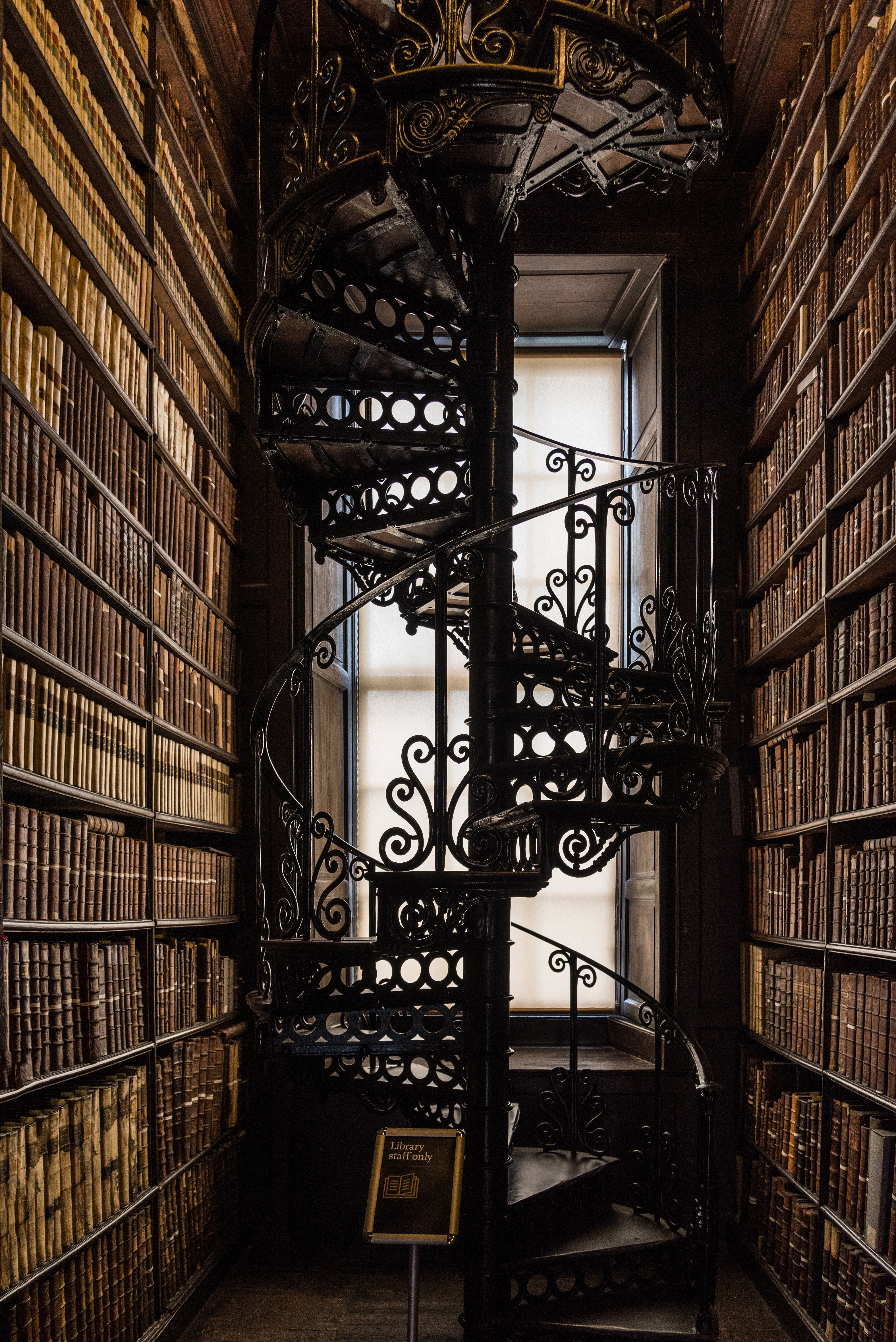
Dans les rayonnages de la bibliothèque. Juillet 2021.

Plus grande et plus vieille bibliothèque d'Irlande, elle a, en tant que dépôt légal, le droit de recevoir gratuitement les œuvres publiées dans le pays. Elle détient aujourd’hui plus de six millions de documents imprimés qui incluent tant des journaux, que des cartes, des manuscrits ou de la musique remontant à plus de 400 ans. Elle possède un fonds ancien, en particulier de manuscrits médiévaux où a été recueillie toute l'ancienne littérature irlandaise. La bibliothèque est aussi l'endroit où sont conservés le célèbre Livre de Kells, le Livre de Durrow, la copie de la Proclamation de la république Irlandaise de 1916 ainsi que la harpe Brian Boru, aujourd’hui symbole national irlandais (utilisé sur les pièces d’euros et ayant servi d’inspiration pour l’emblème de la marque Guinness).

## Histoire
La bibliothèque du Trinity College a été inaugurée au même moment que le Trinity College en 1592.
On y comptait à l’époque seulement une poignée de livres. En 1601, les choses changent lorsque le premier bibliothécaire a le mandat d’acquérir plus de livres pour la bibliothèque. Ces livres sont acquis par achat plutôt que par don, sachant qu’il y avait très peu de donateurs à l’époque. Parmi des ouvrages de mathématiques, de philosophie ou de médecine, la grande majorité des premiers livres de la collection portent sur la théologie, conformément aux ambitions du Collège de former le jeune clerc protestant . C’est en 1661 que la bibliothèque acquiert le précieux Livre de Kells, un des plus anciens manuscrits médiévaux.
En 1801, la Bibliothèque est la seule d’Irlande à acquérir le dépôt légal qui lui donne le droit de réclamer un exemplaire de n’importe quel ouvrage publié en Irlande et en Grande-Bretagne gratuitement.

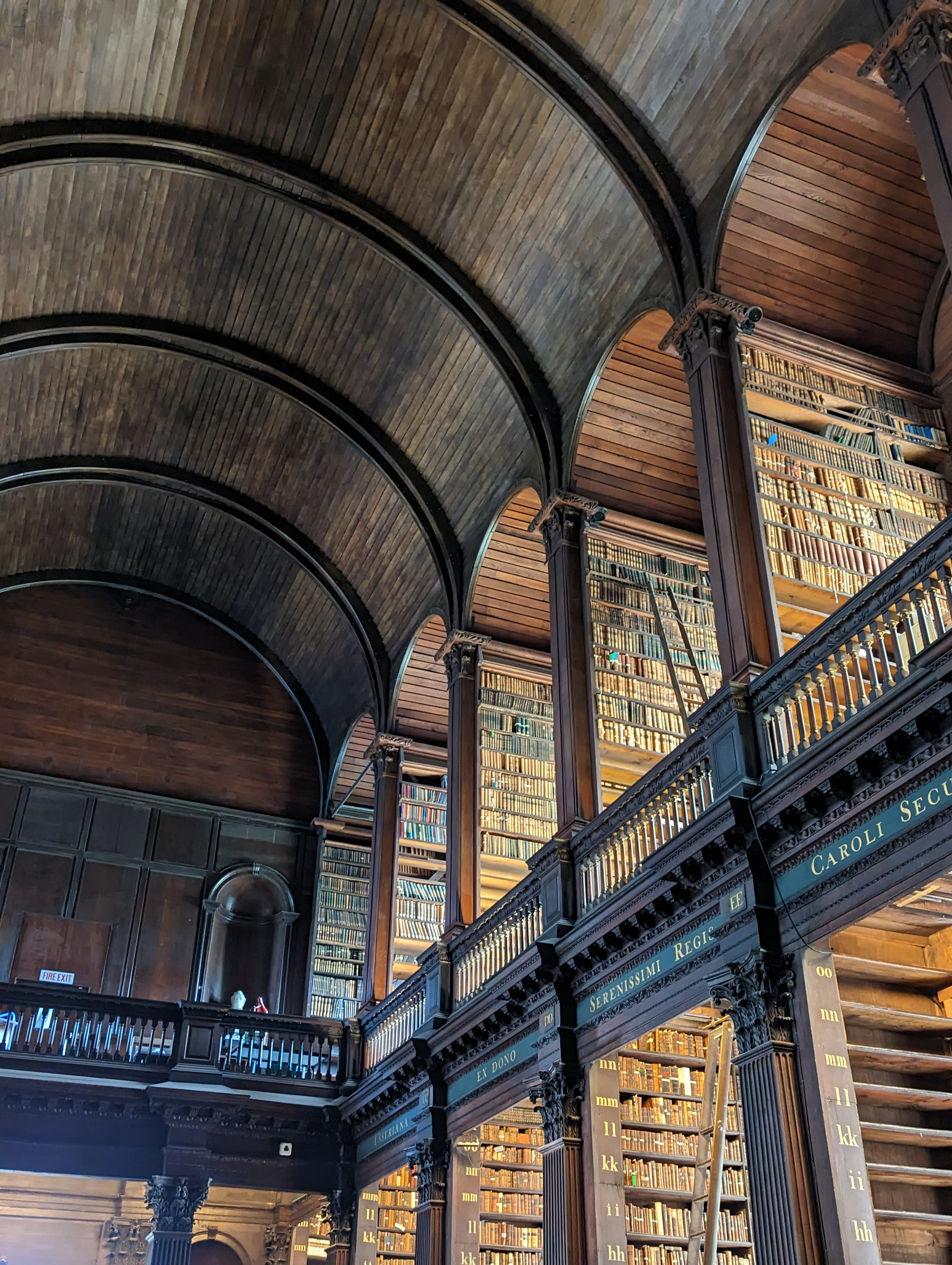
Vue de la galerie supérieure est des étagères qui ont été ajoutées pour contenir tous les livres

## La Long Room
Cette pièce fait partie d’une des plus anciennes sections de la bibliothèque que l’on appelle aujourd’hui Old Library. L’architecture du bâtiment de la Old Library a été imaginée par Thomas Burgh, militaire et architecte. Construite entre 1712 et 1732, la pièce a été modifiée quelquefois au cours des années. À l'origine, les étagères accueillant les livres se trouvaient seulement au niveau inférieur de la salle. Puisque la bibliothèque s'est vu offerte en 1801 le droit de demander et conséquemment, de recevoir, un exemplaire de chaque livre publié en Grande-Bretagne et en Irlande, les étagères de la bibliothèque, auparavant incomplètes, on finalement été remplies vers 1850. Le toit de la bibliothèque a également été élevé afin de permettre la construction du plafond actuel ainsi que d'étagères supplémentaires dans la galerie supérieure de la bibliothèque. La salle longue de la bibliothèque du Trinity College mesure en longueur près de 65 mètres. On y retrouve plus de 200 000 livres, certains figurant parmi les plus anciens de la bibliothèque.
Impressionnante par sa prestance, cette salle est devenue un incontournable pour les touristes ce qui fait qu'elle a été adaptée pour les visites. Près d'un demi-million de visiteur passent voir la Old Room chaque année. La visite commence sur le côté sud du bâtiment au niveau du rez-de-chaussée. En passant par une exposition sur la collection de livres anciens de la bibliothèque, visiter la boutique souvenir pour finir par entrer dans Long Room, cette visite offre de multiples informations concernant l'histoire de la bibliothèque. Les visiteurs ne peuvent malheureusement pas avoir accès à la galerie, seulement le premier étage de la Long Room est accessible aux touristes. Pendant la visite, certains des livres les plus précieux de la bibliothèque sont mis en valeur dans le but, entre autres, d’encourager la recherche. Une exposition adjacente au bâtiment sur le Livre de Kells a été ajoutée pour informer les visiteurs sur cet impressionnant manuscrit ancien. Avec l’avancée des technologies, il est aujourd’hui possible de consulter le Livre de Kells à distance.
Les livres de la salle longue sont organisés et rangés par taille et non par un système de classement qui fonctionne avec des cotes. En effet, les plus grands livres se retrouvent au bas des étagères pendant que les plus petits se retrouvent au sommet. Ce système trouve sa logique dans le fait qu’en montant une échelle pour aller chercher un livre, il est plus aisé de redescendre avec un petit livre qu’un grand livre.
On peut remarquer des noms inscrit au-dessus des divisions de la Long Room. Il s’agit des noms de donateurs ayant légué à la Trinity College Library des collections complètes de documents. À ce jour, les livres de cette salle, aussi anciens qu’ils soient, sont disponibles et accessibles pour la consultation entre autres pour les étudiants du collège ou pour les chercheurs. Pour les consulter, il faut toutefois aller dans une salle supervisée. Selon Anne Marie Diffley, responsable du service aux visiteurs à la bibliothèque du Trinity College, certains livres n’ont jamais été consultés alors que certains sont demandés régulièrement. La première édition du Livre de Mormon, par exemple, est l'un des documents dont la consultation est demandée de manière récurrente.

### Les bustes de laLong Room
La collection de bustes en marbre qui ornent la Long Room a débuté en 1743 lorsque le sculpteur Peter Scheemakers s'est vu commissionné 14 bustes. Ces premiers bustes représentaient plusieurs personnalités connues, ainsi que des moins connues, en passant de philosophes à des écrivains. De nombreux bustes ont été ajoutés à la collection dans les années qui ont suivies, tous étant exclusivement des bustes représentants des personnalités masculines. Parmi ceux-ci on y retrouve notamment le buste d'Aristote, de Jonathan Swift, d’Edmund Burke, de John Locke et de William Shakespeare. Ce n'est qu'en novembre 2020, que le Trinity College a annoncé qu'il avait l'intention d'ajouter quatre bustes représentants des femmes. Le comité de sélection a reçu plus de 500 nominations. Les quatre femmes ayant été choisies pour avoir un buste à leur effigie sont Rosalind Franklin, Ada Lovelace, Isabella Augusta Gregory et Mary Wollstronecraft. C'est l'artiste Vera Klute qui est chargée d'effectuer le buste de Rosalind Franklin, Guy Reid pour le buste de Augusta Gregory, Maudie Brady pour celui d'Ada Lovelace et finalement Rowan Gillespie pour le buste de Mary Wollstonecraft. C'est à l'occasion de la fête de la Sainte Brigitte en 2023, soit le 1er février 2023, que l'inauguration des bustes a eu lieu. Ce sont trois femmes importantes pour le Trinity College qui ont procédé au dévoilement. Il s'agit de Helen Shenton, soit la première femme bibliothécaire du Trinity College, Linda Doyle, la première femme doyenne du collège ainsi que Mary McAleese, ancienne présidente de l'Irlande et maintenant chancelière du collège. Ces quatre bustes ont été la première commission depuis les 100 dernières années.

### Réaménagement de la Old Library
Le terrible incendie qui a détruit la cathédrale Notre-Dame de Paris en 2019 a réveillé un sentiment d’urgence au cœur de la communauté irlandaise. On souhaite à tout prix préserver cet héritage majeur irlandais avant qu’un éventuel accident comme celui de la cathédrale ne cause l’irréversible. Un projet de réaménagement a donc été élaboré par souci de conservation et afin de préserver un héritage culturel majeur irlandais pour les prochaines générations. Le projet de réaménagement est annoncé afin de contrer les difficultés environnementales et celles de conservation que vit la bibliothèque. Il est annoncé que la pollution à l'extérieur du bâtiment ainsi que l'accumulation de poussière affectent les collections de la bibliothèque. Le but principal des rénovations est de moderniser le contrôle environnemental ainsi que les mesures de protections d'incendies du bâtiment. C’est pourquoi 750 000 documents seront entreposés pendant les travaux de restauration de la vieille bibliothèque.
Chaque livre, manuscrit et pamphlet devra être nettoyé, mesuré et tagué électroniquement. Pour Susie Bioletti, responsable de la conservation et de la préservation à Trinity, le but de ce projet est de préparer ce bâtiment du XVIIIe siècle afin que des architectes puissent ensuite travailler à la restauration de celui-ci.

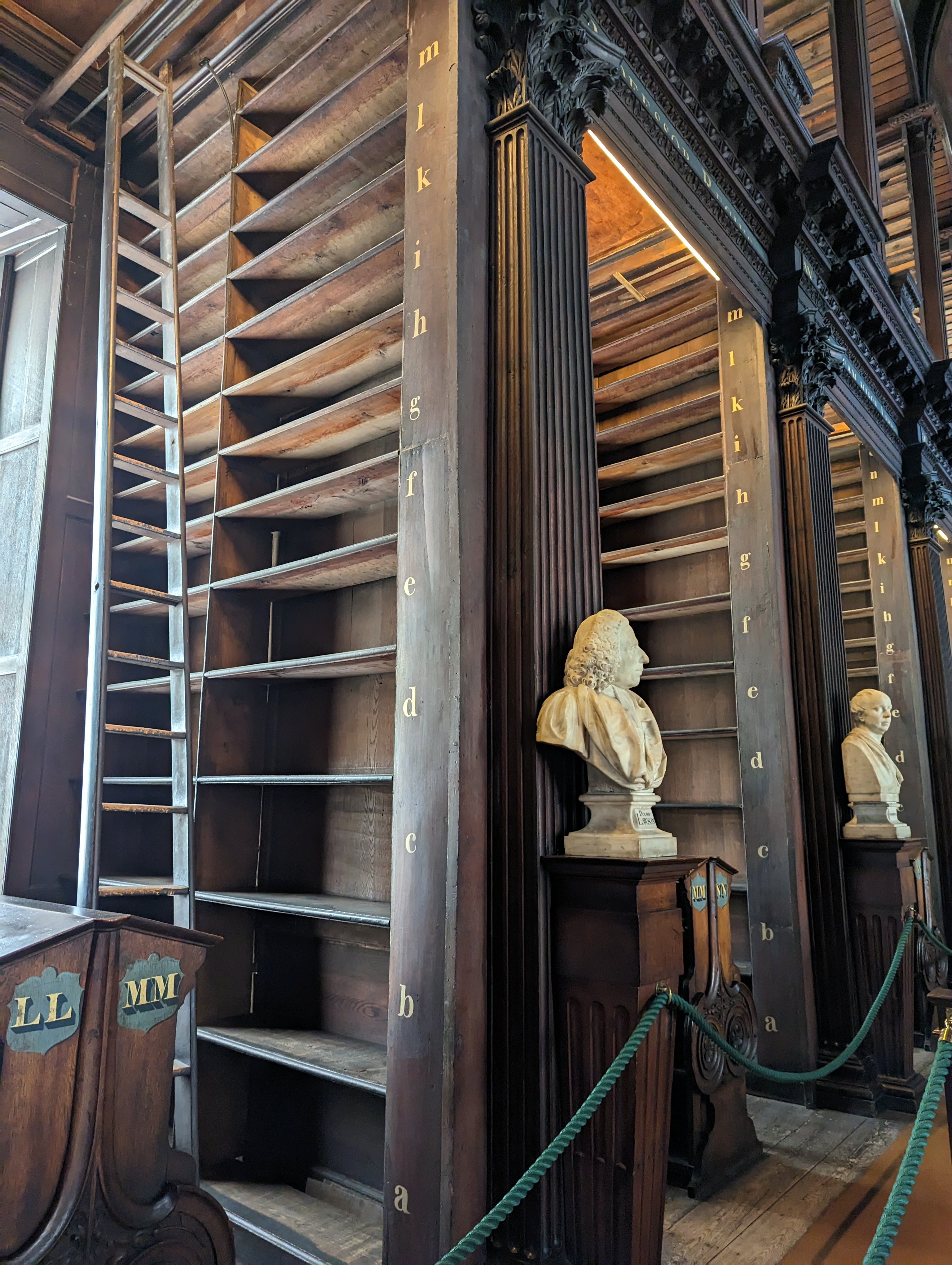
Les étagères vides lors du début des travaux de rénovations en juin 2023

On annonce le début des travaux dès octobre 2023, pour une durée de 3 ans. La Old Library ainsi que la Long Room devraient rester ouverts aux visiteurs jusqu'à la fin de 2025, bien que les expositions aient déjà été affectées par les projets de rénovation. Depuis 2023, les étagères de la bibliothèque se vident de plus en plus, diminuant la prestance de la salle pour les touristes visitant la bibliothèque. Ces développements vont d’ailleurs affecter l’exposition du Livre de Kells qui sera repensée, en même temps que le réaménagement de la vieille bibliothèque, afin de répondre à la croissance de touristes consultant les lieux.

## Controverse avec la franchise Star Wars
Une controverse impliquant la bibliothèque du Trinity College et la franchise Star Wars éclate en 2002 à la sortie du film Star Wars épisode II : L’attaque des clones. La bibliothèque a servi de lieu de tournage de plusieurs films et documentaires au fil des années, ce qui a participé à la popularisation de la bibliothèque et de l’apparence de sa Long Room. Dans L’attaque des clones, la salle d’archives des Jedi a une apparence particulièrement similaire à celle de la Long Room. Elle s’apparente en fait à une version futuriste et bien plus moderne, mais l’architecture de la pièce est inconditionnellement similaire à la bibliothèque du Trinity College. L’administration du Trinity College a nommé avoir remarqué la similarité entre leur bibliothèque et la salle d’archive des Jedi. Une aide juridique a été consultée sur le sujet puisque la franchise Star Wars n’a jamais reçu l’autorisation de copier l’architecture de la bibliothèque du Trinity College. Aucune action légale ne fut entreprise puisque les droits d’auteurs de l’architecture de la bibliothèque ont été révoqués depuis longtemps considérant les années de construction de la bibliothèque. La société Lucasfilm ayant produit la franchise Star Wars a réfuté les accusations de plagiat, exprimant que la salle d’archives des Jedi était une inspiration d’un mélange de multiples bibliothèques britanniques. La salle d’archives des Jedi continue de faire apparition à de nombreuses reprises dans la franchise Star Wars, sans jamais faire mention d’une quelconque inspiration venant de la Long Room de la bibliothèque du Trinity College.